# Legió I Germanica
La Legió I Germanica va ser una legió romana reclutada per Juli Cèsar l'any 48 aC per lluitar a la guerra civil contra Pompeu. Després de la Revolta dels Bataus, l'any 70, els homes de la I Germanica es van incorporar a la setena legió de Galba, que es va anomenar VII Gemina. L'emblema de la legió era, probablement, un bou.
La I Germanica va lluitar en la batalla de Farsàlia. Després de l'assassinat de Juli Cèsar es va mantenir lleial a August. Entre l'any 30 aC i el 16 aC es va aquarterar aquesta legió a la Hispania Tarraconensis, on va lluitar contra la revolta càntabra. Cap a l'any 16 aC va ser traslladada a la frontera del Rin per lluitar en les campanyes de Drus el Vell.
La I Germanica va estar a la Germania Inferior fins a l'any 69, quan va recolzar Vitel·lí, juntament amb les altres legions del Rin. L'any 70, va ser una de les legions que van córrer al rescat de les legions assetjades a Xanten durant la revolta dels bataus, on va patir una forta derrota. Una vegada sufocada la revolta, Vespasià va formar la nova VII Gemina amb els supervivents de la I Germanica i d'altres.